# Dirección General de Política Comercial
La Dirección General de Política Comercial (DGPC) es el órgano directivo del Ministerio de Economía, Comercio y Empresa, adscrito a la Secretaría de Estado de Comercio, que se encarga de apoyar y atender los intereses comerciales y de inversión españoles en el seno de la Unión Europea y de otros foros internacionales.

## Historia

### Antecedentes
La primera vez que se creó este órgano directivo fue durante la Segunda República con su denominación original, Dirección General de Comercio Interior y se integraban en el Ministerio de Comercio. Este órgano apenas dura hasta mediados de 1937 cuando se pierde el rastro.

### Dirección General
Su segunda etapa comienza ya durante la periodo franquista, en 1957. A finales de este año se recupera el órgano, dependiente de la Subsecretaría de Comercio. Originalmente, sus funciones eran de mero control y diseño del mercado interior, pero a partir de la reforma de 1966 se le atribuyen funciones de fomento de este comercio interior ayudando a las empresas en el plano internacional. Entre diciembre de 1973 y marzo de 1976 estuvo suprimida, asumiendo sus funciones la Dirección General de Información e Inspección. En 1976 la DGPC asumió las funciones de la Comisaría General de Abastecimientos y Transportes.
Ya en democracia, en 1978 la DGPC dependía de la Subsecretaría de Mercado Interior y se estructuraba a través de la subdirecciones generales de Comercio de Productos de Origen Vegetal, de Comercio de Productos de Origen Animal, y de Comercio de Productos Industriales y Servicios.
En octubre de 1980 este órgano directivo asume las competencias de la Dirección General de Consumo y Disciplina de Mercado y cambia su denominación a Dirección General de Competencia y Consumo. Un año después, esta dirección es suprimida y sus funciones pasan a la Dirección General de Ordenación del Comercio, del Ministerio de Economía y Comercio, que pasa a denominarse en lo sucesivo Dirección General de Comercio Interior, asumiendo las funciones que este órgano tenía atribuidas , así como las de suprimida Dirección General de Competencia y Consumo en cuanto a distribución mayorista de productos industriales, distribución minorista en general, defensa de la competencia y política de precios y márgenes comerciales.
La supresión en 1985 del Instituto de Reforma de Estructuras Comerciales (IRESCO) supuso la absorción por este órgano directivo de todas aquellas funciones que no hubiesen sido transferidas a las comunidades autónomas.
Sin muchas modificaciones, se mantuvo hasta el año 2000 cuando sus funciones fueron asumidas por la Dirección General de Política Comercial y no se volverá a recuperar hasta 2010. Desde este año dependió de la Secretaría General de Turismo y Comercio Interior, sin embargo, a finales de 2011 asumió también sus funciones.
Desde entonces, el cambio más relevante lo sufrió en 2017 cuando adoptó la denominación de Dirección General de Política Comercial y Competitividad para tomar un enfoque más internacional. Posteriormente, en 2020 su nombre fue simplificado a Dirección General de Política Comercial.
A finales de 2023 las competencias comerciales pasaron al Ministerio de Economía, Comercio y Empresa y, en abril de 2024, se reestructuró el órgano, con pequeños cambios de nombre en sus subdirecciones generales y la fusión de las subdirecciones de Regulación del Comercio Interior y de Apoyo a la Competitividad del Pequeño Comercio, dando lugar a la Subdirección General de Regulación y Apoyo al Comercio Interior.

## Funciones
La Dirección General ejerce las funciones que le encomienda el artículo 11 del Real Decreto 410/2024, de 23 de abril, a saber:
1. La participación y representación de los intereses españoles en la formulación y ejecución de la política comercial bilateral de la Unión Europea con terceros países, incluyendo los aspectos relativos al comercio de mercancías, al comercio de servicios, al comercio digital, a la contratación pública, al comercio y desarrollo sostenible y la propiedad intelectual en Comité de Política Comercial del Consejo de la Unión Europea en sus diferentes formaciones, y en otros comités constituidos o que pudieran constituirse a esos efectos en relación con la política comercial.
2. La coordinación y representación de los intereses españoles en el seno de la Organización Mundial del Comercio (OMC) y en los comités sobre política comercial e inversiones de la Organización para la Cooperación y el Desarrollo Económicos (OCDE) y otras iniciativas que se desarrollan en relación con la política comercial en el ámbito multilateral y plurilateral. La coordinación de los intereses españoles, en materia de política comercial, monetaria, financiera y de inversiones ante la Conferencia de las Naciones Unidas sobre Comercio y Desarrollo (UNCTAD), así como la participación para la defensa de los intereses españoles en materia de política comercial de la Unión Europea en cualesquiera otras instituciones y foros internacionales.
3. La elaboración y gestión de la política comercial en relación con el Convenio Constitutivo del Fondo Común para los Productos Básicos.
4. La detección y gestiones para la resolución de obstáculos al comercio, a la inversión y a la contratación pública tanto en países terceros como en el mercado interior de la Unión Europea, así como la asistencia técnica a las empresas para la resolución de obstáculos comerciales.
5. La participación en el diseño y ejecución de la política de defensa comercial de la Unión Europea y defensa de los intereses españoles en este ámbito.
6. La participación en los procedimientos comunitarios de gestión y modificación del Arancel Aduanero Común, incluidas las suspensiones y contingentes arancelarios autónomos, así como el Sistema de Preferencias Generalizadas. El análisis y la evaluación de las implicaciones comerciales de las normas de origen para las empresas españolas y de las autorizaciones de los regímenes de perfeccionamiento activo y pasivo, en el ámbito de sus competencias.
7. La inspección y control de calidad comercial de productos objeto de comercio exterior incluido el intracomunitario. El control de conformidad con los requisitos establecidos en la reglamentación específica de la Unión Europea para determinados productos objeto de comercio exterior. Las actuaciones que se derivan de la ejecución del Real Decreto 175/2004, de 30 de enero, por el que se designa la autoridad de coordinación a efectos del Reglamento (CE) núm. 1148/2001 de la Comisión, de 12 de junio de 2001, sobre los controles de conformidad con las normas de comercialización aplicables en el sector de las frutas y hortalizas frescas.
8. El control a la importación de determinados productos respecto a las normas aplicables en materia de seguridad de los productos sin perjuicio de las competencias atribuidas a otros departamentos.
9. El control e inspección en frontera a la importación de productos ecológicos sin perjuicio de las competencias atribuidas a otros departamentos.
10. El control a la importación de aparatos eléctricos y electrónicos, pilas y acumuladores en materia de restricciones a la utilización de determinadas sustancias peligrosas y en materia de cumplimiento de las obligaciones con el registro integrado industrial en materia de sus residuos.
11. La participación en los foros nacionales e internacionales de normalización, sin perjuicio de la participación de otros departamentos ministeriales en el ámbito de sus competencias.
12. La representación de los intereses españoles en el ámbito de los Acuerdos sobre Medidas Sanitarias y Fitosanitarias y sobre Obstáculos Técnicos al Comercio de la OMC, así como la participación en los respectivos comités, y el análisis y la evaluación de las medidas propuestas por países terceros.
13. La gestión de los procedimientos comunitarios y nacionales sobre autorizaciones de importación y exportación, introducción y expedición de productos agroalimentarios e industriales, como autoridad nacional responsable.
14. La gestión de los procedimientos de importación y exportación de servicios.
15. La relación con las asociaciones de exportadores y la divulgación y asesoramiento a las empresas españolas sobre política comercial y oportunidades de negocio.
16. La representación de los intereses españoles en el ámbito del Acuerdo General sobre el Comercio de Servicios de la OMC, la observancia de su implementación, así como la participación en los respectivos Comités.
17. Las atribuidas por ser el punto de contacto de productos a efectos del Reglamento (UE) 2019/515 del Parlamento Europeo y del Consejo, de 19 de marzo de 2019, relativo al reconocimiento mutuo de mercancías comercializadas legalmente en otro Estado miembro y por el que se deroga el Reglamento (CE) núm. 764/2008.
18. Las que se derivan como autoridad competente para el control del cumplimiento del Reglamento (UE) 2017/821 del Parlamento Europeo y del Consejo, de 17 de mayo de 2017, por el que se establecen obligaciones en materia de diligencia debida en la cadena de suministro por lo que respecta a los importadores de la Unión de estaño, tantalio y wolframio, sus minerales y oro originarios de zonas de conflicto o de alto riesgo.
19. Las que se derivan del Reglamento (UE) 2023/2675 del Parlamento Europeo y del Consejo, de 22 de noviembre de 2023, relativo a la protección de la Unión y de sus Estados miembros frente a la coerción económica por parte de terceros países, así como aquellas que derivan del Reglamento (UE) 2021/167 del Parlamento Europeo y del Consejo, de 10 de febrero de 2021, por el que se modifica el Reglamento (UE) núm. 654/2014 sobre el ejercicio de los derechos de la Unión para aplicar y hacer cumplir las normas comerciales internacionales.
20. El análisis y desarrollo de propuestas que afectan a las cadenas de valor, estudiando aspectos tales como el trabajo forzoso, materias primas o cualesquiera otros que afecten a las cadenas de valor. La participación en foros internacionales relativos a estos ámbitos.
21. Sin perjuicio de lo dispuesto en el artículo 6.1.t) del presente Real Decreto, de las funciones atribuidas a la Comisión Nacional de los Mercados y la Competencia y de las funciones de coordinación asumidas por el Ministerio de Asuntos Exteriores, Unión Europea y Cooperación, la representación del Reino de España en el ámbito internacional en materia de competencia, incluyendo ayudas públicas. Asimismo, le corresponde la representación del Reino de España en el Grupo de Expertos para la implementación de la Directiva 2006/123/CE del Parlamento Europeo y del Consejo, de 12 de diciembre de 2006, relativa a los servicios en el mercado interior.
22. El fomento de la productividad y competitividad de las empresas del sector de la distribución comercial, actuando de interlocutora con el sector, y sus asociaciones para fomentar la cooperación en el desarrollo de sus actuaciones.
23. El impulso de iniciativas propuestas por asociaciones del sector comercial a nivel nacional destinadas a la promoción del sector comercio, la dinamización de éste, así como medidas que fomenten la transformación digital y sostenible, al igual que el asociacionismo.
24. La gestión y el seguimiento de las ayudas públicas dirigidas al sector comercial a iniciativa del Ministerio, sin que ello suponga una alteración de las competencias en materia de subvenciones públicas dispuestas en la Ley 38/2003, de 17 de noviembre, General de Subvenciones.
25. La elaboración, desarrollo y seguimiento de planes y programas generales de apoyo e impulso al comercio minorista que promuevan su competitividad, modernización y adaptación a los nuevos modelos de comercialización, sin perjuicio de las competencias atribuidas a otros departamentos ministeriales, así como el seguimiento de las iniciativas internacionales, en el ámbito de la Unión Europea, nacionales, autonómicas, locales y, dirigidas a la actividad comercial de la pequeña y mediana empresa.
26. Las relativas a la cooperación y coordinación con las Comunidades Autónomas en materia de comercio interior que vayan encaminadas al fomento de la productividad y competitividad de las empresas del sector de la distribución comercial.
27. La gestión de los Premios Nacionales de Comercio Interior, en los términos previstos en su normativa reguladora y de los Premios al Concurso de Ideas Tecnológicas para el Comercio Minorista.
28. El apoyo y asistencia técnica y administrativa a la Conferencia Sectorial de Comercio Interior, la Comisión Sectorial de Comercio Interior. Asimismo, la coordinación, asistencia técnica y administrativa en el Observatorio del Comercio 4.0. y de cualesquiera otros Observatorios, comités sectoriales y grupos de trabajo en materia de distribución comercial.
29. La promoción e impulso de herramientas que fomenten nuevas formas de comercialización y apoyen la competitividad y la digitalización del comercio minorista, ayudando a mejorar su productividad y fomentando la colaboración con otros agentes del sector, sin perjuicio de la competencia del Ministerio para la Transformación Digital y de la Función Pública.
30. La propuesta y elaboración de la normativa básica estatal en relación con las Cámaras Oficiales de Comercio, Industria, Servicios y Navegación, así como la colaboración con Administraciones autonómicas en los términos previstos en la Ley 4/2014, de 2 de abril, Básica de las Cámaras Oficiales de Comercio, Industria, Servicios y Navegación.
31. El ejercicio de la tutela administrativa en relación con la Cámara Oficial de Comercio, Industria, Servicios y Navegación de España, y con la Cámara Oficial de Comercio, Industria, Servicios y Navegación de la ciudad de Ceuta con excepción de las cuestiones relativas al comercio internacional que incidan en la acción exterior del Estado.
32. La propuesta y elaboración de normas e iniciativas, en el marco de la competencia básica estatal, para la coordinación y desarrollo del comercio interior y de la actividad de distribución comercial, incluyendo el ejercicio de las competencias derivadas de la Ley 7/1996, de 15 de enero, de Ordenación del Comercio Minorista, y de la Ley 1/2004, de 21 de diciembre, de Horarios Comerciales, así como la cooperación con las Comunidades Autónomas y Entidades Locales en materia de distribución comercial.
33. Participación, análisis, seguimiento e implementación de las iniciativas normativas a nivel comunitario en materia de ordenación del comercio interior u otros proyectos normativos sectoriales con incidencia en el sector de la distribución comercial a nivel nacional.
34. El análisis, seguimiento y valoración de la normativa autonómica y local de ordenación del comercio interior, así como de los proyectos normativos sectoriales con incidencia en el sector, en el ámbito de competencias propias del departamento.
35. Asistencia jurídica, elaboración de informes y resolución de consultas relativas a la interpretación y aplicación de las disposiciones jurídicas sobre la ordenación del comercio interior, sin que ello afecte a las competencias de asistencia jurídica que corresponden a la Subsecretaría, a la Secretaría General Técnica y a la Abogacía del Estado en el Departamento, así como la interlocución con asociaciones, entidades y organizaciones empresariales representativas del sector comercial en el ámbito de sus competencias.
36. La propuesta normativa y gestión que corresponden a la Secretaría de Estado en relación con el comercio exterior de material de defensa, otro material y productos y tecnologías de doble uso y de productos regulados en el Reglamento (UE) 2019/125 del Parlamento Europeo y del Consejo, de 16 de enero de 2019, sobre el comercio de determinados productos que pueden utilizarse para aplicar la pena de muerte o infligir tortura u otros tratos o penas crueles, inhumanos o degradantes.
37. La preparación y ejecución de los acuerdos de la Junta Interministerial Reguladora del Comercio Exterior de Material de Defensa y de Doble Uso, así como la participación en la elaboración de los informes requeridos a la Junta de Inversiones Exteriores conforme a lo previsto en el Real Decreto 571/2023, de 4 de julio, sobre inversiones exteriores.
38. La elaboración de las estadísticas de las exportaciones de material de defensa, otro material y productos y tecnologías de doble uso.
39. La participación en la negociación de los aspectos técnicos y comerciales derivados de acuerdos suscritos en el seno de la Unión Europea y en otros foros y organismos internacionales de control y no proliferación, así como la aplicación y divulgación del Tratado sobre el Comercio de Armas.
40. La relación con las asociaciones de exportadores y la divulgación y asesoramiento a las empresas españolas sobre política comercial y oportunidades de negocio en el ámbito de material de defensa y doble uso.
41. Las demás que le atribuya la legislación vigente en materia de política comercial.

## Estructura
De la Dirección General dependen los siguientes órganos:
- La Subdirección General de Política Comercial Multilateral y de la Unión Europea, que asume las funciones incluidas en los puntos 1, en lo relativo a contratación pública, comercio y desarrollo sostenible, comercio y género, comercio y pequeñas y medianas empresas, aspectos comerciales relativos a propiedad intelectual, subvenciones y empresas estatales en relación con el comercio internacional, solución de diferencias comerciales, implementación de los acuerdos comerciales y otras posibles materias que puedan desarrollarse en el futuro, 2, 4, en relación con países terceros en coordinación con otras unidades de la Secretaría de Estado en razón de la materia que se trate, 15 y 19 del apartado anterior.

También se encarga de las secretarías de la Comisión Interministerial de Coordinación de la Participación Española en la Conferencia de las Naciones Unidas para el Comercio y Desarrollo y de la Comisión Interministerial para las negociaciones en la Organización Mundial del Comercio (CIOMC), así como de la secretaría de la Comisión Consultiva de Negociaciones Comerciales Internacionales y de fijar la posición española en el Comité de Política Comercial de la Unión Europea en coordinación con otras Unidades de la Secretaría de Estado de Comercio.
- La Subdirección General de Comercio Internacional de Mercancías, que asume las funciones señaladas en los puntos 3, 13, y 18, así como las incluidas en los puntos 1, 2, 4, 15 y 20 del apartado anterior, en lo referente al comercio de mercancías y materias primas.
- La Subdirección General Comercio Internacional de Servicios, Comercio Digital y Cadenas de Valor, que asume las funciones señaladas en los puntos 1, 2, 4 y 15, en lo referente a comercio internacional de servicios, incluido el comercio digital, y las incluidas en los puntos 14, 16, 20 y 21, así como las funciones 23, 26, 28 y 29 del apartado anterior, relacionadas con el impulso del comercio digital. También se encarga de la coordinación de la posición española en el Comité de Política Comercial de Servicios e Inversiones del Consejo de la Unión Europea en colaboración con la Subdirección General de Regulación de Inversión de la Unión Europea.
- La Subdirección General de Defensa Comercial y Política Arancelaria, que asume las funciones incluidas en los puntos 5, 6 y 15 del apartado anterior, y contribuye en lo previsto en las funciones incluidas en los puntos 1 y 2 del apartado anterior. La persona titular de este órgano ejerce la secretaría de la Junta Superior Arancelaria.
- La Subdirección General de Inspección, Certificación y Asistencia Técnica del Comercio Exterior, que asume las funciones incluidas en los puntos 7 a 12, 15 y 17 del apartado anterior y las incluidas en los puntos 1, 2 y 4 del mismo apartado en relación con los obstáculos al comercio de mercancías en el mercado de la Unión Europea. Además, ejerce la coordinación y el desarrollo de las funciones anteriores a través de los Servicios de Inspección SOIVRE de la Red Territorial de Comercio, incluyendo la red de laboratorios SOIVRE.
- La Subdirección General de Regulación y Apoyo al Comercio Interior, que asume las funciones incluidas en los puntos 22 a 35 del apartado anterior.
- La Subdirección General de Comercio Internacional de Material de Defensa y Doble Uso, que asume las funciones indicadas en los puntos 36 a 40 del apartado anterior.

## Presupuesto
La Dirección General de Política Comercial tiene un presupuesto asignado de 75 700 020 € para el año 2023. De acuerdo con los Presupuestos Generales del Estado para 2023, la DGPC participa en tres programas:
| N.º Programa                                             | Programa                                                  | Dotación     | Ref.   |
| -------------------------------------------------------- | --------------------------------------------------------- | ------------ | ------ |
| 431A                                                     | Promoción comercial e internacionalización de la empresa  | 60 850 350 € | [ 14 ] |
| 431N                                                     | Ordenación del comercio exterior                          | 4 245 600 €  | [ 15 ] |
| 431O                                                     | Ordenación y modernización de las estructuras comerciales | 10 604 070 € | [ 16 ] |
| Total presupuesto de la Secretaría de Estado de Comercio | Total presupuesto de la Secretaría de Estado de Comercio  | 75 700 020 € |        |

## Titulares
- Matilde de la Torre (28 de noviembre de 1936-7 de marzo de 1937)
- Sigirido Catalá Tineo (7 de marzo de 1937-22 de mayo de 1937)
- Ramiro Matarranz Cedillo (11 de abril de 1958-18 de enero de 1966)
- Leopoldo Zumalacárregui Calvo (18 de enero de 1966-25 de julio de 1970)
- David Pérez Puga (25 de julio de 1970-27 de julio de 1973)
- Carlos Bonet Hernando (julio-diciembre 1973)
- Félix Pareja Muñoz (17 de marzo de 1976-4 de febrero de 1980)
- José Guilló Fernández (4 de febrero de 1980-16 de diciembre de 1982)
- Antonio Castañeda Boniche (16 de diciembre de 1982-23 de diciembre de 1993)
- Francisco Javier de Paz Mancho (23 de diciembre de 1993-25 de mayo de 1996)
- José Luis Marrero Cabrera (25 de mayo de 1996-20 de mayo de 2000)
- Ángel Allué Buiza (27 de julio de 2010-20 de agosto de 2011)
- Teresa de Jesús Sánchez Armas (agosto-diciembre de 2011)
- Carmen Cárdeño Pardo (31 de diciembre de 2011-2 de septiembre de 2017)[17][18]
- Antonio García Rebollar (2 de septiembre de 2017-1 de septiembre de 2018)[19]
- José Luis Kaiser Moreiras (1 de septiembre de 2018-31 de agosto de 2019)
- Álvaro Enrique Rodríguez Ruíz (31 de agosto de 2019-1 de julio de 2020). Interino.
- Juan Francisco Martínez García (1 de julio de 2020-26 de junio de 2024)[20]
- Julián Conthe Yoldi (26 de junio de 2024-presente)[21]